# Key & Peele
Key & Peele är en amerikansk komediserie, skapad av Keegan-Michael Key och Jordan Peele, båda tidigare medverkande i Mad TV. Serien gick på Comedy Central i fem säsonger 2012–2015. Avsnitten bestod av förinspelade sketcher.